# Янышевский сельсовет
Янышевский сельсовет — муниципальное образование в Благоварском районе Башкортостана.

## История
Согласно «Закону о границах, статусе и административных центрах муниципальных образований в Республике Башкортостан» имеет статус сельского поселения.

## Население
| 2002 | 2009  | 2010 | 2012 | 2013 | 2014 | 2015 |
| ---- | ----- | ---- | ---- | ---- | ---- | ---- |
| 970  | ↗1023 | ↘993 | ↘974 | ↘968 | →968 | ↘946 |
| 2016 | 2017  |      |      |      |      |      |
| ↘941 | ↘914  |      |      |      |      |      |

## Состав сельского поселения
| № | Населённый пункт | Тип населённого пункта          | Население |
| - | ---------------- | ------------------------------- | --------- |
| 1 | Шарлык           | деревня, административный центр | ↗506      |
| 2 | Янышево          | село                            | ↘403      |
| 3 | Кызыл-Юлдуз      | деревня                         | ↘51       |
| 4 | Нейфельд         | деревня                         | ↘33       |